# 2004年の日本の女性史
本項目2004年の日本の女性史 (2004ねんのにほんのじょせいし)では、2004年に日本で起きた女性史上のできごとを時系列的に挙げる。

## 7 - 12月
- 7月22日 - 漫画家、江戸風俗研究家、エッセイストの杉浦日向子逝去。

- 7月30日 - 扇千景が女性初の参議院議長に就任。

- 8月14日 - 柔道女子４８キロ級・谷亮子が決勝で優勢勝ちし、日本女子初の五輪２大会連続金メダルを獲得した。

- 8月23日 - レスリング女子:55キロ級・吉田沙保里、63キロ級伊調馨が金メダル獲得。48キロ級では伊調千春が銀メダルを獲得し、72キロ級では浜口京子が銅メダルを獲得した。